# Alexander Gunther Friedrich

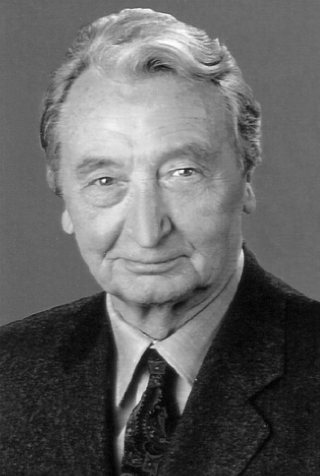
Portrait von Alexander Gunther Friedrich.

Alexander Gunther Friedrich (* 6. November 1923 in Alt Lietzegöricke, Landkreis Königsberg Nm.; † 22. August 2023 in Köln) war ein deutscher Forstwissenschaftler und Diplomat der Vereinten Nationen (UN).

## Leben
Nach dem Abitur diente Friedrich im Zweiten Weltkrieg als Soldat in der 3. Panzergrenadier-Division, zuletzt als Oberleutnant beim Generalstab Nord, mehrfach verwundet und mit dem Eisernen Kreuz I. Klasse ausgezeichnet. Nach Kriegsende absolvierte Friedrich ein Wirtschafts- und naturwissenschaftliches Studium an der Universität Hamburg bei Franz Heske, das er 1950 mit einer Promotion zum forstwissenschaftlichen Thema Anbau standortsfremder Holzarten im nordwestdeutschen Wuchsgebiet abschloss.
Nach dem Studium war Friedrich an der Bundesforschungsanstalt für Forst- und Holzwirtschaft in Hamburg tätig. Von 1953 bis 1958 bekam er einen Lehrauftrag im Fachbereich Weltforstwirtschaft an der Universität Hamburg. Diese Tätigkeit wurde 1954 durch ein Forschungssemester an der Universität Oxford ergänzt. Friedrich beteiligte sich an Feldstudien und Entwicklungsprojekten der Ernährungs- und Landwirtschaftsorganisation der Vereinten Nationen (FAO), wo er von 1959 bis 1961 FAO-Missionschef und Dekan an der US-geförderten University of Liberia im westafrikanischen Monrovia war. In der Folge engagierte sich Friedrich zwischen 1961 und 1966 als FAO-Sektionschef in Rom für den Aufbau von agrarwirtschaftlichen Forschungs- und Lehrinstituten in Entwicklungsländern.
Als Diplomat (United Nations Executive Secretary) initiierte und führte er von 1966 bis 1979 in Rom, Genf und New York das Industry Cooperation Programme (ICP) der UN. Nicht vergleichbar mit der Unterstützung der Mitgliedsländer zu friedensschaffenden und friedenserhaltenden Maßnahmen ("Security"), war die Anbahnung von potenten und bewährten Wirtschaftsunternehmen in Kooperation mit Mitgliedsländern ("Development" vorrangig im Rahmen der Sustainable Development Goals (SDG) zur Armuts- und Hungerbekämpfung). Die Mobilisierung des privaten Sektors für eine nachhaltige, wirtschaftlich und sozial fundierte weltweite Entwicklung ist der Kern der Public Private Partnership within the UN system. Friedrich prägte bei den Vereinten Nationen die heute weltweit bekannte Bezeichnung Joint Venture.
Nach dem aktiven diplomatischen Dienst wurde Friedrich 1979 der Gründungsvorsitzende des politischen Forums der Deutschen Stiftung für internationale Entwicklung (DSE) mit Sitz in der Berliner Villa Borsig. Er war Mediator und Moderator großer internationaler Konferenzen, die die Entwicklungszusammenarbeit zu einem wichtigen Bereich auch deutscher Politik gemacht haben. Friedrich hat wesentlich zum guten Ruf Deutschlands in den Entwicklungsländern und bei internationalen Organisationen beigetragen. Er motivierte Deutsche zur Mitarbeit im UN-System.
Es folgten Beratertätigkeiten für die Kommission der Europäischen Union (EU) in der Karibischen Gemeinschaft (CARICOM) und im Verband Südostasiatischer Nationen (ASEAN) zur intra- und interregionalen Zusammenarbeit.
Friedrich war Mitglied im Präsidium der Deutschen Gesellschaft für die Vereinten Nationen, im Verband deutscher Bediensteter bei Internationalen Organisationen sowie in der Deutschen Gesellschaft für Auswärtige Politik.

## Auszeichnungen
- Eisernes Kreuz l. Klasse
- Verdienstorden der Bundesrepublik Deutschland l. Klasse
- 2000 wurde Friedrich vom britischen International Biographical Centre zu den Outstanding People of the 20th Century („außergewöhnlichen Persönlichkeiten des 20. Jahrhunderts“) gezählt.
- Five Hundred Leaders of Influence, Twentieth Century Achievement Award (Washington, D.C.)

## Werke (Auswahl)
- Anbau standortsfremder Holzarten im nordwestdeutschen Wuchsgebiet. Dissertation, Hamburg 1950.
- Die Aufforstungsergebnisse der Provinzialforstverwaltung unter Emeis in Südschleswig, ein Beispiel erfolgreicher Ödlandbewaldung. Mitteilungen aus dem Institut für Raumforschung Bonn 12, Bad Godesberg 1951.
- Mitarbeiter zur Bodenkultur, einschl. der ersten Karte der Waldverbreitung und Waldformationsklassen der Erde, Grosser Brockhaus 1955.
- Holzimport aus West- und Äquatorial-Afrika, Bonn: Röhrscheid, 1958
- Report to the Government of Liberia on forest land use policy, and the College of Forestry in Liberia. Rom 1965. (mit John H. Burgh).
- Der Nord-Süd-Dialog zu Beginn der 80er Jahre, Baden-Baden, 1982, Nomos, ISBN 3-7890- 0774-9
- International Round Table Foreign Direct Investment and Development, Berlin, DSE Entwicklungspolitisches Forum, 1986
- Public Private Partnership within the United Nations System. Now and then. Bertelsmann. Bielefeld 2004, ISBN 978-3-7639-3177-4 (mit Valence E. Gale).
- "Manifesto" The Power of Partnership. UN Global Compact Leaders Summit in New York, CSRwire 2016

## Belege
1. ↑  Traueranzeige auf lebenswege.faz.net, 2. September 2023, abgerufen am 3. Januar 2024.
2. ↑  Alexander G. Friedrich und Valence E. Gale: Public Private Partnership within the United Nations System, now and then. Bertelsmann 2004.
3. ↑  Webseite der DGVN. (Memento vom 27. März 2019 im Internet Archive)

| Personendaten    | Personendaten                               |
| ---------------- | ------------------------------------------- |
| NAME             | Friedrich, Alexander Gunther                |
| ALTERNATIVNAMEN  | Friedrich, Alexander G.                     |
| KURZBESCHREIBUNG | deutscher Forstwissenschaftler und Diplomat |
| GEBURTSDATUM     | 6. November 1923                            |
| GEBURTSORT       | Alt Lietzegöricke, Landkreis Königsberg Nm. |
| STERBEDATUM      | 22. August 2023                             |
| STERBEORT        | Köln                                        |